# 이민희 (핸드볼 선수)
이민희(李珉姬, 1980년 2월 4일~)는 대한민국의 은퇴한 핸드볼 선수로 포지션은 골키퍼이다.

## 학력
- 장안초등학교
- 휘경여자중학교
- 휘경여자고등학교

## 개인사
2010년 2월 28일 핸드볼 선수 박찬영과 결혼했다.

## 경력
- 2006년 아시안 게임 여자 핸드볼 국가대표
- 2008년 하계 올림픽 여자 핸드볼 국가대표
- 2010년 아시안 게임 여자 핸드볼 국가대표

## 수상
- 2006년 아시안 게임 여자 핸드볼 금메달
- 2008년 하계 올림픽 여자 핸드볼 동메달
- 2010년 아시안 게임 여자 핸드볼 동메달